# Рохлих, Эдмунд
Густав Герман Эдмунд Рохлих (нем. Gustav Hermann Edmund Rochlich; 5 марта 1854, Голис, ныне в составе Лейпцига — 16 мая 1932, Цвиккау) — немецкий композитор, музыкальный журналист.

## Биография
Сын Карла Густава Рохлиха (1823—1880), школьного учителя и композитора-дилетанта. Изучал классическую филологию и иностранные языки в Лейпцигском университете, с начала 1880-х гг. преподавал в гимназиях в Плауэне и Цвиккау. Одновременно выступил с музыкальными сочинениями, которые публиковало авторитетное лейпцигское музыкальное издательство К. Ф. Канта. Автор преимущественно фортепианной музыки, в том числе Симфонических этюдов в форме вариаций Op. 5 (1882), песен, в том числе на стихи Николауса Ленау, хоровых сочинений (в том числе «Богомольцы в Кевларе» на стихи Генриха Гейне для чтеца, женского хора и фортепиано Op. 34). В 1890-е гг. сотрудничал как музыкальный журналист с «Новой музыкальной газетой» и франко-бельгийским журналом Le guide musical. С 1899 г. исполнял обязанности главного редактора «Новой музыкальной газеты» до тех пор, пока в 1903 г. после смерти её владельца Пауля Симона издание не было продано.